# De Hamermolen
De Hamermolen is een industrieel monument, verbonden aan een watermolen in Ugchelen in de Nederlandse provincie Gelderland. De molen was voornamelijk in gebruik voor papierproductie waarbij gebruik werd gemaakt van het water van de koppelsprengen.
In het bedrijfsgebouw was gedurende het grootste deel van de twintigste eeuw een wasserij gevestigd. Vanaf 2001 doet het na renovatie dienst als trainingscentrum. Het pand is opgenomen in de gemeentelijke monumentenlijst. 

## Geschiedenis
In de 17e eeuw werd Ugchelen ontdekt als een geschikte omgeving voor de papierproductie. Men groef sprengen om te zorgen voor voldoende water en waterkracht voor de aandrijving van de molens en voor de papierproductie zelf. In 1644 werd de molen gesticht als papiermolen. Hij werd verschillende keren vererfd.
De papierproductie bleef lang doorgaan maar in de jaren 1850 was de molen in gebruik als korenmolen. In juni 1876 brandde het gebouw af, waarna het onder nieuwe eigenaren weer een papiermolen werd. Van 1916 tot ca. 1970 was in het pand een wasserij gevestigd en daarna een hotel-restaurant. Na renovatie van het ernstig vervallen gebouw is het in 2001 in gebruik genomen als retraite- en trainingscentrum met hotelkamers. 
Sinds 2005 wekt De Hamermolen elektriciteit op, genoeg om het rad te kunnen verlichten. In 2010 zijn waterrad en goot vernieuwd door inspanning van de Stichting Vrienden van De Hamermolen.